# سلیمان عباسی
سلیمان عباسی نمایندهٔ دورهٔ نهم مجلس شورای اسلامی و سخنگوی کمیسیون بهداشت و درمان مجلس شورای اسلامی از حوزهٔ انتخابیهٔ گنبدکاووس در استان گلستان است.